# Rhipogonum
Rhipogonum ist die einzige Pflanzengattung in der Familie Rhipogonaceae innerhalb der Ordnung der Lilienartigen (Liliales). Es gibt sechs Rhipogonum-Arten.

## Beschreibung

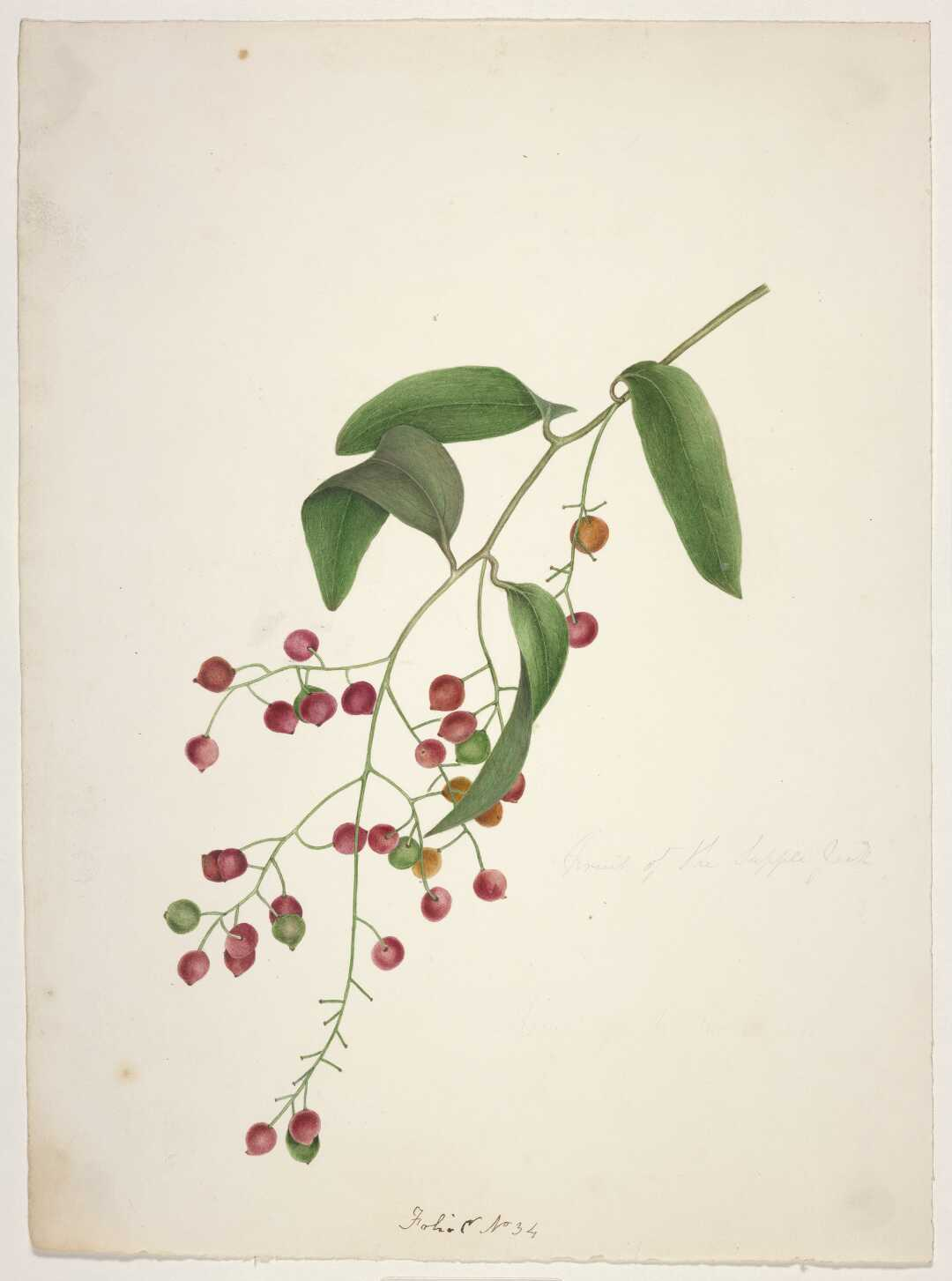
Illustration von Rhipogonum scandens

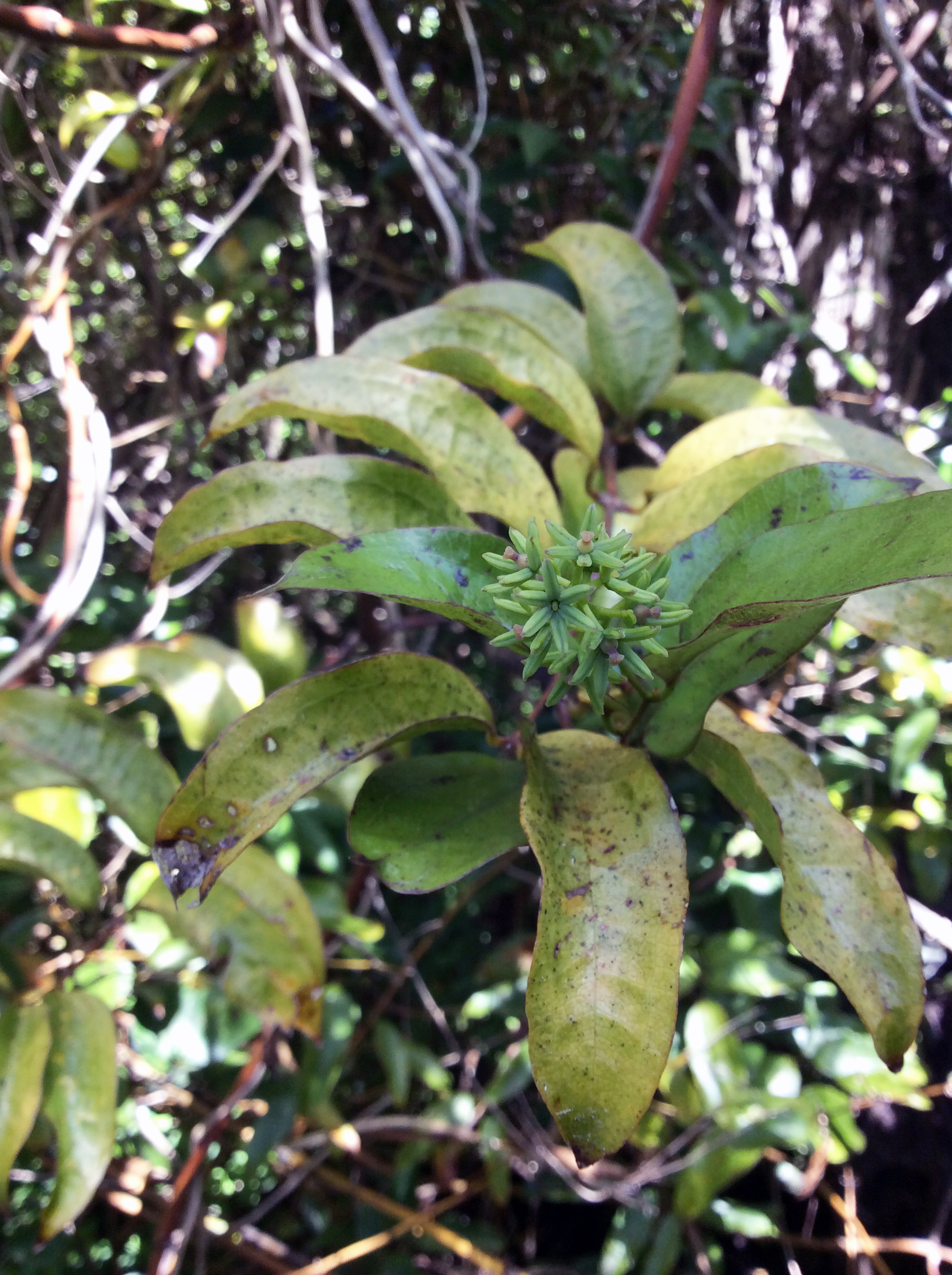
Rhipogonum scandens

### Vegetative Merkmale
Rhipogonum-Arten sind verholzende Pflanzen: kletternde Sträucher oder Lianen. Sie bilden häufig kurze, verholzende Rhizome. Die Sprossachsen sind oft bedornt, aber es sind keine Ranken vorhanden.
Bei den meist gegenständig, seltener wechselständig oder in Quirlen angeordneten Laubblätter sind Blattstiele vorhanden oder fehlen. Die einfachen, ledrigen Blattspreiten sind netznervig mit drei starken Hauptnerven.

### Generative Merkmale
Die Blüten stehen meist in seitenständigen traubigen oder ährigen, selten in endständigen rispigen Blütenständen zusammen.
Die relativ kleinen, zwittrigen Blüten sind radiärsymmetrisch und dreizählig. Die sechs sehr kleinen, freien Blütenhüllblätter sind gleichgestaltet (Perigon). Es sind zwei Kreise mit je drei freien, fertilen Staubblättern vorhanden. Drei Fruchtblätter sind zu einem oberständigen Fruchtknoten verwachsen mit zwei Samenanlagen je Fruchtknotenkammer. Der nur kurze Griffel endet in einer kaum erkennbar dreilappigen Narbe.
Die Beeren enthalten einen bis wenige Samen. Die Samen sind fast rund, nur wenig kantig.

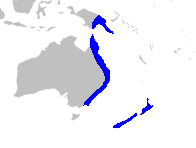
Verbreitungskarte für Rhipogonum

## Systematik und Verbreitung
Das Areal der Gattung reicht von Neuseeland über das östliche Australien (Queensland, New South Wales und Victoria) bis Neuguinea.
Die Gattung Rhipogonum J.R.Forst. & G.Forst. wurde früher in die Familie der Smilacaceae Vent. eingeordnet. Die Familie der Rhipogonaceae wurde erst 1985 von John Godfrey Conran & Harold Trevor Clifford aufgestellt. Die Rhipogonaceae sind am nächsten mit den Philesiaceae Dum. verwandt, mit denen sie die netznervigen Blätter gemeinsam haben. Eine andere verwendete Schreibweise ist Ripogonaceae und Ripogonum J.R.Forst. & G.Forst.
In der Familie Rhipogonaceae gibt es nur eine Gattung, Rhipogonum mit etwa sechs Arten:
- Rhipogonum album R.Br.: Sie kommt in Australien vom nördlichen und östlichen Queensland bis zum östlichen Victoria und in Neuguinea vor.[1]
- Rhipogonum brevifolium Conran & Cliff.: Sie kommt in Australien vom nördlichen und östlichen Queensland bis New South Wales vor.[1]
- Rhipogonum discolor F.Muell.: Sie kommt in Australien von südöstlichen Queensland bis New South Wales vor.[1]
- Rhipogonum elseyanum F.Muell.: Sie kommt vom östlichen Queensland bis New South Wales vor.[1]
- Rhipogonum fawcettianum F.Muell. ex Benth.: Sie kommt vom südöstlichen Queensland bis zum östlichen New South Wales vor.[1]
- Rhipogonum scandens J.R. & G.Forst.: Sie kommt in Neuseeland vor.[2]

## Nutzung durch Tier und Mensch
Es ist bekannt, dass in Australien und Neuseeland die Beeren von einigen Säugetier- und Vogel-Arten gefressen werden.
Pflanzenteile einiger Rhipogonum-Arten werden von den indigenen Völkern verwendet, um Körbe, Seile und Fischfallen herzustellen.
Die „Wurzelstöcke“ von Rhipogonum scandens sind reich an Stärke und werden zum Würzen von Bier verwendet. Obwohl die kleinen Beeren trocken sind und fade schmecken, werden sie gegessen. Die gegarten jungen Triebe schmecken nach grünen Bohnen. Der Pflanzensaft aus dem Stängel ist auch genießbar.
Rhipogonum scandens wird medizinisch genutzt.